# Aeroporto de Nioaque
O Aeroporto Municipal de Nioaque serve a cidade de Nioaque, no Brasil.

## Características
- Operadora:
- Endereço:
- Cidade: Nioaque
- Estado: Mato Grosso do Sul
- Código IATA:
- Código ICAO: SSNQ
- Latitude: 21º11'3 s
- Longitude: 55º49'47 w
- Terminal de passageiros:
- Movimento:
- Companhias aéreas:
- Comprimento da pista (m): 1200
- Cabeceira 18/36
- Altitude: 984 pés
- Piso: G
- Sinalização: Sim
- Superfície: Asfalto